# Afghánistán na Letních olympijských hrách 2024
Afghánistán se účastnil letních olympijských her v roce 2024 v Paříži poprvé od návratu vlády Tálibánu v roce 2021. Účast jeho sportovců znamenala 16. vystoupení tohoto národa v olympijských hrách od roku 1936. Země se her neúčastnila v letech 1952, 1976, 1984 (součást bojkotu ze strany SSSR), 1992 a 2000. Od roku 2004 se již Afghánistán účastnil všech olympijských her. V roce 2024 se Afghánistánu na olympiádě nepodařilo získat medaili.
Zapojení afghánských sportovců do her v Paříži řídil Mezinárodní olympijský výbor (MOV), exilový Afghánský národní olympijský výbor a federace jednotlivých sportů. Představitelům Tálibánu MOV nedovolil účast na olympijských hrách, jako zástupce afghánských sportovců uznává pouze exilový národní výbor. Afghánští sportovci také soutěžili pod vlajkou s černo-červeno-zelenou trikolorou, kterou používala bývalá Afghánská islámská republika v letech 2004 až 2021, a nikoli pod vlajkou Tálibánu, která je bílá s černě napsaným islámským vyznáním víry.
V červnu 2024 Afghánistán oznámil účast šestičlenného týmu sportovců, kteří před sebou měli soutěže v atletice, cyklistice, judu a plavání. Byli mezi nimi tři veteráni z olympijských her v Tokiu v roce 2020.
Z těchto šesti sportovců pouze jeden, judista Mohammad Samim Faizad, žije a trénuje v Afghánistánu.
Dalších pět afghánských sportovců patřilo do uprchlického olympijského týmu a soutěžilo v breakdance, cyklistice, judu a taekwondo. Afghánská tanečnice breakdance Manizha Talašová však byla diskvalifikována poté, co při soutěži měla na sobě šátek s nápisem „Osvoboďte afghánské ženy“ (Free Afghan women). Politická prohlášení a slogany jsou na sportovištích a stupních vítězů během olympiády zakázány.
K politickému prohlášení se však uchýlila také členka afghánského týmu Kimia Jusufiová, běžkyně na 100 metrů, která po návratu Tálibánu uprchla do Íránu a později do Austrálie. Po doběhu držela v rukou vzkaz pro Tálibán, na němž bylo černou, zelenou a červenou barvou (tedy v barvách původní afghánské trikolory) napsáno „vzdělání“, „sport“ a „naše práva“.